# Sebastian Samuelsson
Nils Sebastian Samuelsson, född 28 mars 1997 i Katrineholm i Södermanlands län, är en svensk skidskytt som har ett OS-guld i stafett från Pyeongchang 2018 och ett VM-guld i masstart från Oberhof 2023 som sina största meriter. Han har vunnit silver i jaktstart både vid OS och VM.
Han tävlar för klubben I 21 IF och är bosatt i Östersund.

## Biografi
Samuelsson växte upp i Malmköping. Hans föräldrar drev där ett lantbruk fram till 2006, då familjen flyttade sin verksamhet till Sollefteå.
Samuelsson debuterade i världscupen i december 2016. Han ingick sedan i det svenska lag som vann världscuptävlingen i stafett i januari 2018 i Oberhof i Tyskland, en seger som var Sveriges första världscupvinst i stafett sedan 2009.
Vid de olympiska vinterspelen i Pyeongchang 2018 vann Samuelsson ett silver i jaktstarten efter att ha startat som 14:e man efter den inledande sprintdistansen. Efter det sista skyttet var han på en överraskande tredje plats och med ett starkt slutvarv kom svensken till sist ifatt och drog ifrån tyske Benedikt Doll vilket gav honom ett silver bakom vinnande Martin Fourcade. Silvret kom överraskande då Samuelsson fortfarande var junior och tidigare hade en 13:e-plats i världscupen som största merit. Några dagar senare körde Samuelsson den tredje sträckan i herrarnas stafett. Laget, som även bestod av Peppe Femling, Jesper Nelin och Fredrik Lindström, vann skrällartat guldet före det norska och det tyska laget. De fyra skidskyttarna fick för bedriften även motta priset för "Årets lag" vid Idrottsgalan 2019.
Den 11 januari 2019 tog Samuelsson sin första pallplats i världscupen genom att komma på tredjeplats i sprinten i Oberhof. På VM i Östersund senare på året slutade han på en fjärdeplats i herrarnas distanslopp. Tillsammans med Hanna Öberg tog han ett VM-brons på singelmixstafetten. Efter säsongen 2019/2020, som inte genererade några större framgångar, inledde Samuelsson säsongen 2020/2021 bättre då han under de inledande tävlingarna i Kontiolax tog en andraplats i den första sprinttävlingen. En vecka senare tog han sin första världscupseger genom att vinna jaktstarten, också i Kontiolax.

### Rullskidskytte
I augusti 2019 blev han svensk mästare på 10 kilometer sprint samt 20 kilometer vid svenska mästerskapen i rullskidskytte i Sollefteå. Vid världsmästerskapen i rullskidskytte 2022 i tyska Ruhpolding tog Samuelsson tre medaljer. Guld i gala masstart samt sprint, och silver i supersprint. 

## Resultat

### Världscupen

#### Individuella pallplatser
Samuelsson har nitton individuella pallplatser i världscupen: sju segrar, sex andraplatser och sex tredjeplatser. I världsmästerskapen har Samuelsson ytterligare fyra individuella pallplatser: ett guld, ett silver och två brons.
| Säsong  | Datum            | Plats                | Disciplin           | Placering |
| ------- | ---------------- | -------------------- | ------------------- | --------- |
| 2018/19 | 11 januari 2019  | Oberhof              | Sprint (10 km)      | 3:a       |
| 2020/21 | 29 november 2020 | Kontiolax            | Sprint (10 km)      | 2:a       |
| 2020/21 | 5 december 2020  | Kontiolax            | Jaktstart (12,5 km) | 1:a       |
| 2020/21 | 14 februari 2021 | Pokljuka (VM)        | Jaktstart (12,5 km) | 2:a       |
| 2020/21 | 6 mars 2021      | Nové Město na Moravě | Sprint (10 km)      | 2:a       |
| 2020/21 | 19 mars 2021     | Östersund            | Sprint (10 km)      | 2:a       |
| 2021/22 | 28 november 2021 | Östersund            | Sprint (10 km)      | 1:a       |
| 2021/22 | 2 december 2021  | Östersund            | Sprint (10 km)      | 1:a       |
| 2021/22 | 5 december 2021  | Östersund            | Jaktstart (12,5 km) | 2:a       |
| 2021/22 | 11 december 2021 | Hochfilzen           | Jaktstart (12,5 km) | 3:a       |
| 2021/22 | 9 januari 2022   | Oberhof              | Jaktstart (12,5 km) | 2:a       |
| 2021/22 | 18 mars 2022     | Oslo                 | Sprint (10 km)      | 3:a       |
| 2022/23 | 12 februari 2023 | Oberhof (VM)         | Jaktstart (12,5 km) | 3:a       |
| 2022/23 | 14 februari 2023 | Oberhof (VM)         | Distans (20 km)     | 3:a       |
| 2022/23 | 19 februari 2023 | Oberhof (VM)         | Masstart (15 km)    | 1:a       |
| 2023/24 | 3 december 2023  | Östersund            | Jaktstart (12,5 km) | 1:a       |
| 2023/24 | 8 december 2023  | Hochfilzen           | Sprint (10 km)      | 3:a       |
| 2023/24 | 16 mars 2024     | Canmore              | Jaktstart (12,5 km) | 2:a       |
| 2024/25 | 6 december 2024  | Kontiolax            | Sprint (10 km)      | 2:a       |
| 2024/25 | 19 december 2024 | Annecy               | Sprint (10 km)      | 3:a       |
| 2024/25 | 8 mars 2025      | Nové Město na Moravě | Jaktstart (12,5 km) | 1:a       |
| 2024/25 | 23 mars 2025     | Oslo                 | Masstart (15 km)    | 1:a       |

#### Pallplatser i lag
I lag har Samuelsson tjugoen pallplatser i världscupen: nio segrar, åtta andraplatser och fyra tredjeplats. I världsmästerskap har Samuelsson ytterligare sju pallplatser: en första plats, en andraplats och fem tredjeplatser.
| Säsong  | Datum            | Plats                | Disciplin  | Placering | Lagkamrat(er)                      |
| ------- | ---------------- | -------------------- | ---------- | --------- | ---------------------------------- |
| 2017/18 | 7 januari 2018   | Oberhof              | Stafett    | 1:a       | Ponsiluoma / Nelin / Lindström     |
| 2018/19 | 16 december 2018 | Hochfilzen           | Stafett    | 1:a       | Femling / Ponsiluoma / Stenersen   |
| 2018/19 | 14 mars 2019     | Östersund (VM)       | Singelmix  | 3:a       | Hanna Öberg                        |
| 2019/20 | 30 november 2019 | Östersund            | Singelmix  | 1:a       | Hanna Öberg                        |
| 2019/20 | 7 mars 2020      | Nové Město na Moravě | Stafett    | 3:a       | Nelin / Femling / Ponsiluoma       |
| 2020/21 | 6 december 2020  | Kontiolax            | Stafett    | 2:a       | Femling / Nelin / Ponsiluoma       |
| 2020/21 | 13 december 2020 | Hochfilzen           | Stafett    | 1:a       | Femling / Nelin / Ponsiluoma       |
| 2020/21 | 10 januari 2021  | Oberhof              | Singelmix  | 2:a       | Hanna Öberg                        |
| 2020/21 | 10 februari 2021 | Pokljuka (VM)        | Mixstafett | 3:a       | Ponsiluoma / Persson / H. Öberg    |
| 2020/21 | 18 februari 2021 | Pokljuka (VM)        | Singelmix  | 3:a       | Hanna Öberg                        |
| 2020/21 | 20 februari 2021 | Pokljuka (VM)        | Stafett    | 2:a       | Femling / Nelin / Ponsiluoma       |
| 2020/21 | 14 mars 2021     | Nové Město na Moravě | Singelmix  | 1:a       | Linn Persson                       |
| 2021/22 | 4 mars 2022      | Kontiolax            | Stafett    | 2:a       | Femling / Nelin / Ponsiluoma       |
| 2021/22 | 13 mars 2022     | Otepää               | Singelmix  | 2:a       | Hanna Öberg                        |
| 2022/23 | 10 december 2022 | Hochfilzen           | Stafett    | 2:a       | Nelin / Ponsiluoma / Femling       |
| 2022/23 | 18 februari 2023 | Oberhof (VM)         | Stafett    | 3:a       | Femling / Ponsiluoma / Nelin       |
| 2022/23 | 5 mars 2023      | Nové Město na Moravě | Mixstafett | 2:a       | Magnusson / H. Öberg / Ponsiluoma  |
| 2023/24 | 25 november 2023 | Östersund            | Singelmix  | 1:a       | Hanna Öberg                        |
| 2023/24 | 7 februari 2024  | Nové Město (VM)      | Mixstafett | 3:a       | Ponsiluoma / H. Öberg / E.Öberg    |
| 2023/24 | 17 februari 2024 | Nové Město (VM)      | Stafett    | 1:a       | V. Brandt / Nelin / Ponsiluoma     |
| 2023/24 | 3 mars 2024      | Oslo                 | Singelmix  | 2:a       | Anna Magnusson                     |
| 2024/25 | 30 november 2024 | Kontiolax            | Singelmix  | 1:a       | Ella Halvarsson                    |
| 2024/25 | 1 december 2024  | Kontiolax            | Stafett    | 3:a       | V. Brandt / Nelin / Ponsiluoma     |
| 2024/25 | 15 december 2024 | Hochfilzen           | Stafett    | 3:a       | V. Brandt / Nelin / Ponsiluoma     |
| 2024/25 | 12 januari 2025  | Oberhof              | Mixstafett | 1:a       | Ponsiluoma / H.Öberg / E.Öberg     |
| 2024/25 | 17 januari 2025  | Rupholding           | Stafett    | 2:a       | V. Brandt / Nelin / Ponsiluoma     |
| 2024/25 | 25 januari 2025  | Antholz              | Stafett    | 3:a       | V. Brandt / Nelin / Ponsiluoma     |
| 2024/25 | 16 mars 2025     | Pokljuka             | Mixstafett | 1:a       | Heijdenberg / H.Öberg / Ponsiluoma |

#### Ställning i världscupen
| Säsong  | Totalt | Totalt | Distans | Distans | Sprint | Sprint | Jaktstart | Jaktstart | Masstart | Masstart |
| Säsong  | Poäng  | Plac.  | Poäng   | Plac.   | Poäng  | Plac.  | Poäng     | Plac.     | Poäng    | Plac.    |
| ------- | ------ | ------ | ------- | ------- | ------ | ------ | --------- | --------- | -------- | -------- |
| 2016/17 | 169    | 43:e   | 16      | 46:e    | 82     | 36:e   | 67        | 42:a      | 4        | 44:e     |
| 2017/18 | 117    | 44:e   | 2       | 58:a    | 53     | 44:e   | 62        | 32:a      | 0        | —        |
| 2018/19 | 385    | 22:a   | 75      | 9:e     | 165    | 16:e   | 99        | 28:e      | 46       | 28:e     |
| 2019/20 | 241    | 28:e   | 49      | 20:e    | 122    | 21:a   | 62        | 26:e      | 8        | 46:e     |
| 2020/21 | 817    | 6:e    | 54      | 15:e    | 312    | 4:e    | 253       | 5:e       | 121      | 15:e     |
| 2021/22 | 717    | 3:a    | 1       | 57:e    | 340    | 2:a    | 282       | 2:a       | 94       | 15:e     |
| 2022/23 | 446    | 14:e   | 56      | 21:a    | 149    | 16:e   | 203       | 12:a      | 38       | 29:a     |
| 2023/24 | 671    | 9:a    | 61      | 17:e    | 241    | 10:a   | 315       | 4:a       | 54       | 24:a     |
| 2024/25 | 875    | 4:a    | 81      | 12:a    | 268    | 6:a    | 290       | 3:a       | 236      | 4:a      |

Nytt poängsystem fr.o.m. säsongen 2022/2023.

### Olympiska spel
| Tävling          | Distans | Sprint | Jaktstart | Masstart | Stafett | Mixstafett |
| ---------------- | ------- | ------ | --------- | -------- | ------- | ---------- |
| Pyeongchang 2018 | 4:e     | 14:e   | Silver    | 23:e     | Guld    | —          |
| Peking 2022      | 30:e    | 5:e    | 8:e       | 11:e     | 5:e     | 4:e        |

### Världsmästerskap
| Tävling          | Distans | Sprint | Jaktstart | Masstart | Stafett | Mixstafett | Singelmix |
| ---------------- | ------- | ------ | --------- | -------- | ------- | ---------- | --------- |
| Hochfilzen 2017  | 52:a    | 76:e   | —         | —        | 11:e    | —          | i.u.      |
| Östersund 2019   | 4:e     | 29:e   | 16:e      | 26:e     | 7:e     | 5:e        | Brons     |
| Antholz 2020     | 10:e    | 11:e   | 19:e      | 27:e     | 10:e    | 11:e       | 4:e       |
| Pokljuka 2021    | 25:e    | 8:e    | Silver    | 10:e     | Silver  | Brons      | Brons     |
| Oberhof 2023     | Brons   | 11:e   | Brons     | Guld     | Brons   | 9:e        | 4:e       |
| Nové Město 2024  | 7:a     | 5:a    | 6:a       | 23:a     | Guld    | Brons      | 4:a       |
| Lenzerheide 2025 | 47:a    | 24:a   | 13:e      | 12:a     | 4:a     | 5:a        | 5:a       |